# Frédéric de Nucingen
O barão Frédéric de Nucingen é um personagem da Comédia Humana de Honoré de Balzac. Ele aparece pela primeira em Le Père Goriot, depois em Melmoth reconcilié (onde é mencionado pelo seu caixeiro) e em La Maison Nucingen. Balzac não havia terminado de escrever o Melmoth quando começa a planejar La Maison Nucingen. Em realidade, nas duas novelas, o autor se inspirou pelo mesmo assunto: a especulação da Bolsa, a agiotagem que foi febre em uma época de industrialização sem precedentes, na qual a loucura dos investimentos de risco podia conduzir ao triunfo ou à ruína. É em La Maison Nucingen que este personagem (apelidado de Lince) aparece em toda sua violência de financista. O dinheiro não lhe interessa a menos que esteja em quantidade desproporcional. O exemplo vivo deste personagem foi encarnado pelo grande banqueiro contemporâneo a Balzac,  Beer Léon Fould.